# Завадовські
Завадовські — козацько-старшинський рід, одна з гілок яких отримала дворянський а після і графський титул герба «Равич», який, за родинною легендою, походив від шляхтича Якова Завадовського (р. н. невід. — бл. 1705), який переселився в Гетьманщину 1679 із Волинського воєводства та був «дворянином» (див. Дворяни господарські) гетьмана І.Самойловича, а потім — стародубським полковим осавулом (1693, 1696—1702), стародубським полковим суддею (1703–05) і стародубським наказним полковником (див. Полковник наказний; 1693, 1703, 1704). Його правнуками були: Іван Васильович (р. н. невід. — 1786) — генерал-майор; Петро Васильович — (див. П. В. Завадовський); Яків Васильович (р. н. невід. –1794) — останній стародубський полковник (1778–82), новгород-сіверський губернатор (1794), генерал-майор; Ілля Васильович (р. н. невід. — бл. 1819) — дійсний статський радник. 27 червня 1793 Петро, Яків та Ілля отримали титул графів «Священної Римської імперії германської нації», а 5 квітня 1795 Петро та Ілля — титул графів Російської імперії. Син Петра — граф Василь Петрович (1798—1855) — таємний радник (1840) і сенатор (1840), кавалер багатьох орденів Російської імперії. Зі смертю Олександра Петровича (1794—1856) — старшого сина Петра — графський рід згас.
Рід графів З. внесений до 5-ї частини Родовідних книг Санкт-Петербурзької та Чернігівської губерній, а герб — до 1-ї ч. «Общего гербовника дворянских родов Всероссийской империи».
Були й інші дворянські роди З., можливо, спільного походження з графським, що внесені до 1-х ч. Родовідних книг Волинської, Санкт-Петербурзької та Херсонської губерній.